# Dachfonds
Als Dachfonds (englisch fund of funds) werden Investmentfonds bezeichnet, die das Geld der Anteilseigner wiederum in Anteilen von Investmentfonds anlegen. Die Fonds, in die der Dachfonds investiert, bezeichnet man dabei als Zielfonds. Investmentfonds, die sowohl in einzelne Wertpapiere wie Aktien oder Rentenpapiere als auch in Investmentfonds investieren, werden zuweilen in Abgrenzung zum Dachfonds auch Superfonds genannt. Daneben gibt es auch spezialisierte Dachfonds, die sich auf eine bestimmte Asset-Klasse oder ein bestimmtes Thema konzentrieren. Dazu gehören u. a. Dachhedgefonds. Diese investieren in einzelne Hedgefonds.
Dachfonds konkurrieren mit klassischen Fonds-Vermögensverwaltungsstrategien. Beide Fonds-Vermögensverwaltungsvarianten dienen Anlegern als professionelle Alternative zum selbstverwalteten Fondsdepot.
Grundsätzlich stehen einem in Deutschland zugelassenen Dachfonds alle ebenfalls in Deutschland zugelassenen Investmentfonds offen, die nicht selbst Dachfonds (Vermeidung von Kaskadeneffekten), Spezialfonds oder geschlossene Fonds sind. Ein einzelner Zielfonds darf einen Anteil von 20 % des Gesamtvermögens des Dachfonds nicht überschreiten. Außerdem darf ein Dachfonds nicht mehr als 10 % der Anteile am Vermögen des Zielfonds halten. Diese Einschränkungen sind auch als Lehren aus dem Zusammenbruch des ersten Dachfonds FOF (Fund Of Fonds), der 1962 durch die Gesellschaft Investors Overseas Services (IOS) aufgelegt wurde, zu verstehen. In den 1970er Jahren ging der FOF aufgrund Verschleierung, Veruntreuung und einer Art Schneeballsystem insolvent. Nach diesen Ereignissen wurden Dachfonds in Deutschland verboten und erst im 3. Finanzmarktförderungsgesetz vom 1. April 1998 neu geordnet.
Als Dachfonds werden auch Sondervermögen bezeichnet, die nur oder zu einem bestimmten höheren Anteil in den Ländern Deutschland, Österreich und der Schweiz anlegen. Aus den Abkürzungen der Länderbezeichnungen Deutschland, Austria und Confoederatio Helvetica ergibt sich das Kurzwort, welches diese Sondervermögen bezeichnet.

## Chancen und Risiken
Durch die Dachfonds-Konstruktion kann der Fondsmanager des Dachfonds die einzelnen abzudeckenden Marktsegmente mit den jeweils attraktivsten Fonds/ETFs (Exchange Tradet Funds) belegen. Auf diese Weise kann praktisch jedes Rendite-Risiko-Profil dargestellt werden. Der Vorteil für den Investor liegt in einem breit diversifizierten und aktiv gemanagten Fonds/ETF Portfolio. Dabei kann nicht nur über einzelne Wertpapiere gestreut werden, sondern auch über verschiedene Fondsmanager und Fondsgesellschaften sowie Märkte (Indexfonds/ETFs). Wichtig für diesen Diversifikationsaspekt ist allerdings einerseits die Unabhängigkeit des Dachfondsmanagements, sodass sichergestellt ist, dass nicht verstärkt Fonds eines bestimmten Hauses berücksichtigt werden. Andererseits stellt Diversifikation auch eine Anforderung an das Risikomanagement der Allokation, damit sich keine starken Überschneidungen ergeben, die der Diversifikation zuwiderlaufen oder gar Klumpenrisiken zur Folge haben können.
Der Dachfondsmanager kann dabei auch auf Fonds zurückgreifen, die weit über das übliche Angebot offener Publikumsfonds, wie sie von Banken oder Fondsplattformen angeboten werden, hinausreichen. Sofern der Dachfonds auch Anteile an inzwischen für neue Investoren geschlossenen Fonds (z. B. aufgrund eines erreichten Volumens) hält, ergibt sich hier für den Anleger auch die Möglichkeit, über das Dachfondsvermögen an attraktiven Investitionsideen zu partizipieren, die ihm als Privatanleger nicht offen stünden. Abzugrenzen ist der Dachfonds von einem Masterfonds, bei dem ein institutioneller Anleger verschiedene spezialisierte Asset-Manager Teilportfolios eines Fonds managen lässt.

## Kosten und Nutzen
Dachfonds haben den Ruf, besonders teure Verwaltungsformen zu sein. Unstrittig ist, dass es wie oben beschrieben eine zusätzliche Managementebene des Dachfondsmanagers neben dem Management der Zielfonds gibt, die mit Kosten einhergeht. Bei genauerer Betrachtung ist dieses Kostenimage jedoch im Hinblick auf die angebotenen Dienstleistungen haltlos. Sämtliche von Dritten verwaltete Fondsdepots lösen zwei Gebührenebenen aus. Selbstentscheider, die eigenständig ein Fonds/ETF Depot verwalten erreichen durch die Zielinvestments bereits eine Gebührenebene (die der Zielfonds) und müssen neben der Auswahl der richtigen Zielfonds/ETFs zusätzlich auch Risikomanagement- und Portfoliomanagementleistungen vollbringen. Selbstentscheider, die über keine ausreichenden Kenntnisse und Erfahrungen verfügen, können diese an sich unstrittigen Aufgaben an professionelle Dritte wie klassische Fonds-Vermögensverwaltungen (dazu gehören auch die meisten Roboadvisoren) oder Dachfonds überlassen. Neben der zusätzliche Managementebene hat aber auf der anderen Seite der Dachfonds auch andere Rahmenbedingungen als ein Privatanleger, der sein Depot mit Publikumsfonds aktiv selbst verwaltet. Der Dachfonds tätigt seine Käufe und Verkäufe bei der Investmentgesellschaft des Zielfonds, in den investiert werden soll, in der Regel zum Nettoinventarwert, also ohne das im Privatkunden-Vertrieb übliche Agio. Einige Fondsgesellschaften betonen darüber hinaus, dass bei dem Erwerb von sogenannten „Institutional Shares“ mit rabattierten Managementvergütungen zu kalkulieren ist, bzw. durch die Zielfonds ausgeschüttete Bestandspflegeprovisionen dem Dachfondsvermögen gutgeschrieben werden, um eine schlanke Kostenstruktur zu erreichen. Aufgrund der Fondsstruktur erzielen Dachfonds bessere Nachsteuerrenditen, da Umschichtungen innerhalb des Dachfondsmantels im Gegensatz zum Privatanlegerfondsdepot oder des klassisch tätigen Fonds-Vermögensverwalters nicht besteuert werden. Dies führt mittel - bis langfristig zu einem Steuerstundungs- und Zinseszinseffekt. Darüber hinaus werden die Kosten der Dachfondsverwaltung bei der Ermittlung der steuerpflichtigen Veräußerungsgewinne im Gegensatz zu den Verwaltungskosten des Fonds-Vermögensverwalters komplett berücksichtigt. Auch in Verbindung mit Verbraucherschutzaspekten weisen Dachfonds den Vorteil aus, dass jegliche Marktteilnehmer die Leistungen nach Kosten jederzeit nachvollziehen können. Demgegenüber ist das Segment der klassischen Fonds-Vermögensverwaltungen sehr intransparent. Die hohe Markttransparenz hat aber für die Anbieter auch ihre Schattenseite. Schlechte Angebote werden viel frühzeitiger identifiziert. Von daher ist der Schritt für einen Fonds-Vermögensverwalter die Fonds-Vermögensverwaltungsstrategie als Dachfonds anzubieten nicht ohne Risiko. Einige Dachfondsmanagements arbeiten auch mit erfolgsabhängigen Gebührenmodellen, einer sog. performance fee.
Dennoch ist es nicht von der Hand zu weisen, dass bei Dachfonds eine zusätzliche Managementebene alimentiert werden muss, dies geschieht in Form von Gebühren, welche die Nettorendite der Investoren zwangsläufig schmälert. Dies gilt jedoch für jede Fondsdepotstrategie, die von Dritten verwaltet wird.
Aufgrund der anfallenden Fondsmanagementvergütungen der Zielfondsmanager kann die Mehrheit der Dachfonds in der Kostenbelastung nicht mit Einzelfonds verglichen werden oder gar damit konkurrieren. Es ist aber dabei zu beachten, dass ein solcher Vergleich auch nicht auf der gleichen Ebene stattfände – der Dachfonds diversifiziert, wie oben gezeigt, über Fonds und Fondsmanager, während der Einzelfonds diese Breite nicht aufweisen kann. Jenseits des Dachfonds agieren Fonds-Vermögensverwaltungen wie auch die meisten Roboadvisoren vergleichbar einer Dachfondskonstruktion. Gegenüber einer solchen vergleichbaren Fonds-Vermögensverwaltung werden sich allerdings in der Regel nicht nur Kostenvorteile, sondern vor allem auch Transparenzvorteile ergeben.
Nach wissenschaftlichen Erkenntnissen ist generell der Nettonutzen eines aktiv gemanagten Fonds nicht belegt. Es ist deutlich kostengünstiger über Indexfonds und ETFs zu diversifizieren. Aus diesem Grund wurden in den letzten Jahren auch vermehrt Dachfonds aufgelegt als auch klassische Fonds-Vermögensverwaltungen angeboten (vor allem die meisten Roboadvisoren), die ausschließlich in Indexfonds/Index-ETFs investieren. Jedoch zeigt sich hier bereits, dass die Umsetzung der Theorie in der Praxis von Anbieter zu Anbieter sehr unterschiedlich interpretiert wurde. Die Performanceunterschiede sind jedenfalls zueinander enorm.

## „Renaissance“ der Dachfonds seit 2007 angesichts steuerlicher Änderungen
Die mit der Einführung der Abgeltungsteuer ab 2009 eintretenden Änderungen in der steuerlichen Behandlung von Kapitalerträgen haben vielfach dazu geführt, dass neue Dachfonds aufgelegt wurden bzw. Fondsvermögensverwaltungen in Dachfonds überführt wurden.
Hintergrund ist, dass bei der Veräußerung von Fonds, die bis zum 31. Dezember 2008 erworben und wenigstens ein Jahr gehalten wurden (Altbestände), Kursgewinne nicht besteuert werden. Kursgewinne, die innerhalb eines Investmentfonds erzielt werden, werden aber auf der Ebene eines in Deutschland steuerpflichtigen Privatanlegers nicht der Besteuerung unterzogen. Hieraus ergab sich dann der Vorteil für einen Dachfonds gegenüber einer klassischen Fonds-Vermögensverwaltung und eines selbstverwalteten Fondsdepots eines Privatanlegers, da durch die Investition in den Dachfonds der Altbestandsstatus trotz interner Umschichtung nach 2008 fortwährend gewahrt werden konnte, während einmal verkaufte Fondsbestände in den klassischen Fonds-Vermögensverwaltungen oder Selbstentscheider Fondsdepots den Altbestands-Status verloren. Ordentliche Erträge wie Zinsen und Dividenden sind wie bisher auch bei Investmentfonds zum Zeitpunkt des Zuflusses zu versteuern, da sie ab diesem Zeitpunkt dem Anleger zugerechnet werden.
Auch für Investitionen nach 2008 gilt, dass Kursgewinne innerhalb eines Investmentfonds auf Anlegerebene während der Haltedauer des Fonds nicht steuerpflichtig sind. Erst mit der Veräußerung der Fondsanteile fließt dem Anleger ein insgesamt steuerpflichtiger Ertrag aus Kursgewinnen zu. Hieraus können sich „Zinseszinseffekte“ bei der Wiederanlage des sonst zu versteuernden Teils der thesaurierten Erträge ergeben.